# Merab Berdsenischwili
Merab Berdsenischwili (georgisch მერაბ ბერძენიშვილი, russisch Мераб Бердзенишвили; * 10. Juni 1929 in Tiflis; † 17. September 2016 in Istanbul) war ein sowjetisch-georgischer Bildhauer und Hochschullehrer.

## Leben
Berdsenischwili studierte 1949–1955 an der Staatlichen Akademie der Künste Tiflis bei dem Bildhauer Nikolai Kandelaki. Er wurde Mitglied der Union der Künstler der UdSSR.
Berdsenischwilis Arbeitsschwerpunkt war die Monumentalskulptur. Er schuf Denkmäler und Porträtskulpturen. Er betätigte sich auch als Maler und Grafiker und schuf Theaterplakate, Illustrationen für Bücher und Kostümentwürfe für Aufführungen des georgischen Puppentheaters.
Berdsenischwili ist Professor der Akademie der Künste Tiflis. Er wurde 1988 zum Korrespondierenden Mitglied der Akademie der Künste der UdSSR gewählt. 2006 wurde er ausländisches Ehrenmitglied der Russischen Akademie der Künste. Er ist Korrespondierendes Mitglied der Georgischen Nationalen Akademie der Wissenschaften.
Berdsenischwili war Mitglied der KPdSU seit 1970.  Er war Deputierter des Südossetischen Autonomen Gebiets im  Nationalitätensowjet des Oberster Sowjet der UdSSR in der 10. und 11. Sitzungsperiode (1979–1989).
Seit 2015 trägt das Zentrum für Moderne Kunst in Osurgeti Berdsenischwilis Namen.
Berdsenischwili starb am 17. September 2016 in Istanbul und wurde im Hof seines eigenen Hauses in Tiflis begraben.

## Ehrungen, Preise
- 2. Preis des Wettbewerbs für das Projekt des W.-Gorgassali-Denkmals (1958)[3]
- Diplom der VII. Weltfestspiele der Jugend und Studenten 1959 in Wien[3]
- Verdienter Künstler der Georgischen Sozialistischen Sowjetrepublik (SSR) (1965)[3]
- Schota-Rustaweli-Staatspreis der Georgischen SSR (1975)[3]
- Staatspreis der UdSSR (1976) für das Denkmal zum 30. Jahrestag des Sieges des sowjetischen Volks im Großen Vaterländischen Krieg in Marneuli[2]
- Volkskünstler der Georgischen SSR (1978)[3]
- Ehrenbürger der Stadt Tiflis (1983)
- Orden des Roten Banners der Arbeit (1986)
- Volkskünstler der UdSSR (1987)[3]
- Fridtjof-Nansen-Gedenkmedaille (2001)
- Spezialpreis des georgischen Kulturministeriums Priester der Kunst (2014)

## Werke (Auswahl)

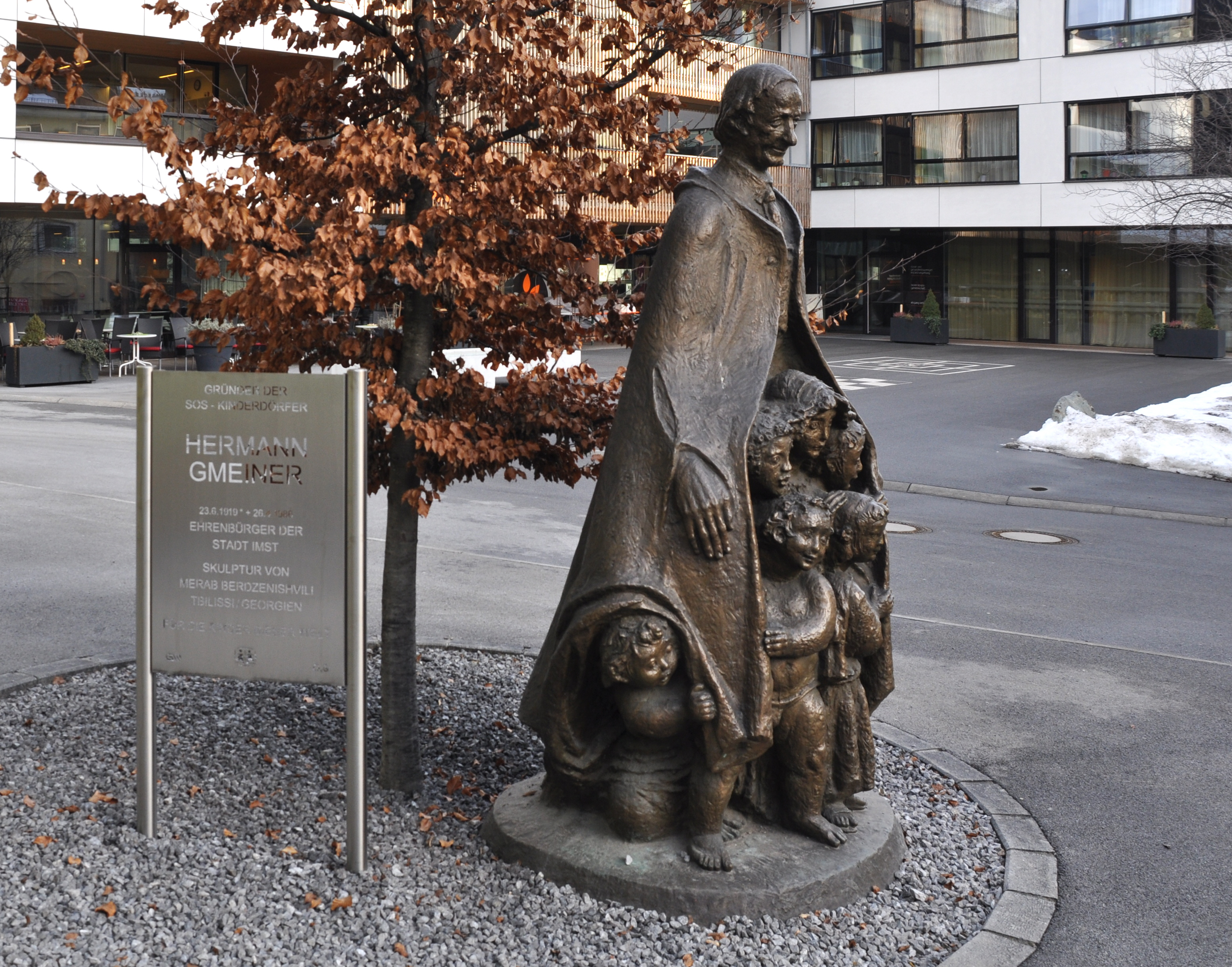
Hermann-Gmeiner-Denkmal des ersten SOS-Kinderdorfs in Imst